# Stadion FK Jagodina
Stadion FK Jagodina, serb. Стадион ФК Јагодина − stadion piłkarski mieszczący się w Jagodinie, na którym domowe mecze rozgrywa miejscowy klub, FK Jagodina. Pojemność stadionu wynosi 15000 miejsc.